# Jack McGrath
Jack McGrath (n. 8 octombrie 1919 - d. 6 noiembrie 1955) a fost un pilot de curse auto american care a evoluat în Campionatul Mondial de Formula 1 între anii 1950 și 1955.
1. 1 2  John James McGrath, Find a Grave, accesat în 9 octombrie 2017